# Српска истински православна црква
Српска истински православна црква (СИПЦ) верска је заједница у Србији, која је настала након што се један део свештенства и монаштва одвојио од Српске православне цркве 1996. године, која је не признаје и сматра за неканонску. Њен оснивач и садашњи верски поглавар је eпископ Акакије Утешитељевски (Станковић). У јавности се чланови ове цркве неформално називају истинским православним хришћанима, а ређе зилотима. Ова верска заједница је део истинског православног покрета или зилотизма, који се противи екуменизму и реформи календара. По њима, канонске православне цркве су запале у јерес. Српска ИПЦ је у општењу са Руском Заграничном Црквом, тачније оним њеним делом који није признао Московску Патријаршију (2007. г.). Српска истински православна црква, према проценама, има неколико стотина верника.

## Учење
Српска ИПЦ сматра себе канонским наследницима и неодвојивим делом Српске православне цркве „након што су архијереји Српске православне цркве отпали од православне хришћанске вере, сарадњом са безбожном комунистичком влашћу, уласком у општење са новокалендарским расколницима (и новопасхалцима), и органским чланством у Светском савету цркава, које подразумева активно учешће у екуменистичким активностима са јеретицима и другим нехришћанским религијама, огрешујући се на такав начин о Правила Светих Апостола, Васељенских и Помесних Сабора и Светих Отаца”.
Одбацују екуменизам, кипријанизам, сергијанизам и новојулијански календар као модерне јереси. Верују, као „наследници светородне лозе Немањића”, да је богом установљена власт „православно самодржавље”, те да би оно могло опет да се успостави покајањем српског народа и његовим повратком у „истинску цркву”.

## Организација
Највиши орган управљања у Српској истински православној цркви је Црквено-народни сабор који се састаје једном у три године. У периоду између Сабора највиши орган управљања Српске ИПЦ је Архијерејски савет који се састаје једном годишње.

## Историја
Српска истински православна црква настала је 1990-их година, када су се три српска монаха вратила из манастира Есфигмен на Светој Гори. Међу њима је био и монах Акакије. Акакије се 1996. вратио у Србију и основао монашки скит на Фрушкој гори, у близини манастира Нова Раваница. Покрет прати доктрине старих календариста одбацујући све покушаје да се реформише црква, посебно екумениузам и друге контакте са јеретицима, као и прихватање грегоријанског календара.
Према подацима из 2014. године, број следбеника процењен је на неколико стотина. У интервјуу из 2010. године, Ефросинија, игуманија манастира Нови Стјеник изјавила је да их има 350, али да је број симпатизера много већи.
Односи између СИПЦ и СПЦ су напети. СПЦ сматра да су „расколници, фундаменталисти и јеретици”. У чланку у Светосављу, званичном часопису СПЦ, епископ Атанасије анализирао је историју и теологију СИПЦ, побијајући, како он каже, њихове „теолошке забуне”.

## Цркве и манастири
Сестринство манастира Стјеник манастира у близини Чачка одбио је, 2003. године, лојалност Српској православној цркви након што је потписала Екуменску повељу пристајући да одржи Велику хришћанску заједничку службу у Нишу 2013. Након што су избачене из манастира, основале су нови манастир, Нови Стјеник, у удаљеним Кучајском планинама у источној Србији. 2010. године, манастир је имао 13 монахиња. Од 2012. године, СИПЦ гради Утешитељевски манастир у близини Раље, јужно од Београда. Овај манастир је званично епископско седиште епископа Акакија Утешитељевског (Станковића).

## Епархије, парохије и манастири
Српска ИПЦ има две епархије: Епархију утешитељевску и Епархију шумадијску. Епархијски архијереј Утешитељевске епархије је епископ утешитељевски Акакије(Станковић), а епархијски архијереј Шумадијске епархије је епископ шумадијски Нектарије (Иванковић).
У Српској ИПЦ постоје и следеће парохије:
- Парохија Благовести, Петровград (Зрењанин)
- Парохија Светих равноапостолних Константина и Јелене, Нишка Бања, Ниш
- Парохија Мала Госпојина, Радовање (Велика Плана)
- Парохија Светих Ћирила и Методија, Врдник, Фрушка гора

Манастири Српске ИПЦ:
- Манастир Утешитељево[9], Раља
- Манастир Успења Пресвете Богородице, Коштунићи (Равна Гора)
- Манастир Нови Стјеник[10], Микуљски камен (Јужни Кучај)
- Скит Часног Крста, Лучак (Јужни Кучај)

## Контроверза око дечјег кампа
У августу 2014. године, Српска истински православна црква организовала је Светолазарев православни извиђачки камп на Кучајским планинама у Србији, који је окупио одређен број деце од 12 до 18 година. Дошли су под будно око јавности након што је откривено да су децу учили како да управљају репликама калашњикова, поред других војничких вештина. Организатори су оптужени за регрутацију и злоупотребу малолетне деце. Епископ Акакије и Ефросинија, игуманија манастира Нови Стјеник, тврде да је камп организован по узору на сличне кампове у Русији, као и извиђачке кампове који постоје у свим деловима света, да се деца уче преживљавању у природи и самоодбрани, као и да је тренирање пуцања само један дан од десет дана, колико траје курс. Полиција и јавни тужилац из Бора започели су истрагу о овом случају.
Епископ СИПЦ Акакије тврди да се ради о извиђачком патриотско-црквеном кампу, те да ту нема ничег незаконитог и неморалног. Такође, наводи да их уче да буду „родољуби витешког кодекса” и да „ако затреба да умеју часно да одбране свој народ и своју земљу”, као и „да постану физички издржљивији, духовно и морално јачи, у духу православно-светосавских и светолазаревских идеала”.
Митрополит загребачко-љубљански СПЦ Порфирије (Перић) сматра да камп нема везе за хришћанством и православљем, те да је скандалозан начин на који се злоупотребљавају деца. Верски аналитичар Живица Туцовић напомиње да је вера изнад нације јер она није са овог света, те да само држава и друге законом регулисане институције могу да организују вежбе са оружјем, те да се овако ствара верско-милитантна организација чиме се крши закон, а може да се протумачи и као верски екстремизам.